# 26 januari
26 januari är den 26:e dagen på året i den gregorianska kalendern. Det återstår 339 dagar av året (340 under skottår).

## Återkommande bemärkelsedagar

### Nationaldagar
- Australien: Australiendagen (till minne av den första brittiska landstigningen vid och grundandet av nuvarande Sydney 1788)
- Indien: Republikens dag (till minne av grundlagens ikraftträdande 1950; den ena av två nationaldagar, se även 15 augusti)

## Namnsdagar

### I den svenska almanackan
- Nuvarande – Bodil och Boel
- Föregående i bokstavsordning
  - Bodil – Namnet infördes 1986 på 5 juni. 1993 flyttades det till dagens datum och har funnits där sedan dess.
  - Boel – Namnet har gått exakt samma väg som Bodil, genom att 1986 införas på 5 juni och 1993 flyttas till dagens datum.
  - Botilda – Namnet infördes på dagens datum 1901 och fanns där till 1993, då det utgick.
  - Polykarpus – Namnet fanns, till minne av biskopen Polykarpos i Smyrna, som dog martyrdöden 155, på dagens datum före 1901, då det utgick.
  - Tilda – Namnet infördes på dagens datum 1986, men utgick 1993.
  - Tilly – Liksom Tilda infördes namnet på dagens datum 1986, men utgick 1993.
- Föregående i kronologisk ordning
  - Före 1901 – Polykarpus
  - 1901–1985 – Botilda
  - 1986–1992 – Botilda, Tilda och Tilly
  - 1993–2000 – Bodil och Boel
  - Från 2001 – Bodil och Boel
- Källor
  - Brylla, Eva (red.): Namnlängdsboken, Norstedts ordbok, Stockholm, 2000. ISBN 91-7227-204-X
  - af Klintberg, Bengt: Namnen i almanackan, Norstedts ordbok, Stockholm, 2001. ISBN 91-7227-292-9

### Finlandssvenska almanackan
- Nuvarande från 1995[1] – Jonatan
- I föregående revideringar[a][2]
  - 1929–1949 – Arnold, Arno
  - 1950–1994 – Arnold

## Händelser
- 1569 – Sveriges kung Erik XIV blir formellt avsatt av ständerna, som samtidigt bekräftar hans bror Johan III som kung av Sverige. I praktiken har Johan dock tagit över som kung redan den 30 september året före, dagen efter att han och hans bror hertig Karl har fängslat Erik på Stockholms slott.
- 1679
  - Sverige sluter fred med den tysk-romerske kejsaren i nederländska Nijmegen. Genom denna återfår Sverige de besittningar, som kejserliga trupper har erövrat under de senaste årens krig och bestämmelserna i Westfaliska freden från 1648 bekräftas.
  - Sverige sluter fred med Lüneburg i tyska Celle, varvid Sverige tvingas avträda orterna Thedinghausen och Dörverden, men återfår ockuperade områden i Bremen.
- 1705 – Under det pågående stora nordiska kriget genomför en svensk styrka på 1000 man ett anfall mot det av ryssarna två år tidigare anlagda Sankt Petersburg. Svenskarna bränner stora delar av staden och dess förråd, men anfallet får ingen strategisk betydelse.
- 1779 – Riksdagen 1778–1779 avslutas i Stockholm.
- 1788 – Delar av den brittiska flottan landar vid Sydney Cove utanför nuvarande Sydney i Australien. Därmed inleder britterna koloniseringen av landet och idag är dagen Australiens nationaldag.
- 1790 – Wolfgang Amadeus Mozarts opera Così fan tutte (Så göra de alla) har urpremiär i på Burgtheater i Wien.
- 1837 – Michigan blir USA:s 26:e delstat. Den upptas i unionen som ”fri stat” (det vill säga, en stat som inte tillåter slaveri), några månader efter att Arkansas har upptagits som ”slavstat”.[3]
- 1841 – Under det pågående första opiumkriget ockuperar britterna Hongkong på Kinas sydostkust. Året därpå blir det en brittisk kronkoloni och förblir i brittisk ägo till 1997, då den återlämnas till Kina.
- 1912 – Den Svenska pansarbåtsföreningen bildas för att samla in pengar till byggandet av en svensk pansarbåt. Föreningen bildas knappt två veckor efter att Manfred Björkquist har startat en nationalinsamling för samma ändamål.
- 1921 – Sveriges riksdag fattar det andra (första gång 24 maj 1919) och slutgiltiga beslutet om allmän och lika rösträtt. Fem kvinnor väljs även in i riksdagen.
- 1924 – Föreningen Svenska Tonsättares Internationella Musikbyrå (STIM), som ska förvalta rätten till svenskägd musik, är klar att börja sin verksamhet, sedan den har grundats året före.
- 1940 – Den svenska Statens Informationsstyrelse inrättas med uppgift att bland annat övervaka svenska böcker, press, radio och film för censur under det pågående andra världskriget. Den ersätter Tremannanämnden och Statens informationsbyrå och dess instruktion, som utfärdas samma dag, träder i kraft 1 februari.
- 1942 – De första amerikanska trupperna anländer till Storbritannien efter att USA har gått med i andra världskriget den 7 december året innan.
- 1947 – En flygolycka inträffar på Köpenhamns flygplats i Köpenhamn, sedan man på flygplanet, som är på väg från Amsterdam till Stockholm, har glömt att låsa upp roderlåset. Samtliga 22 personer ombord omkommer, däribland den svenske arvprinsen Gustaf Adolf och skådespelarna Grace Moore och Gerda Neumann.
- 1950 – Indiens konstituerande församling antar en ny grundlag, vilket gör landet till en unionsrepublik, två och ett halvt år efter självständigheten från Storbritannien 1947.
- 1952 – Den svenske bandyspelaren Gösta ”Snoddas” Nordgren gör succé, när han sjunger sången Flottarkärlek i Lennart Hylands radioprogram Karusellen. Skivan säljs snart i en kvarts miljon exemplar på ett halvår, men i radioprogrammet finns sångens kanske mest kända textrad ”Haderian hadera” inte med, utan den läggs till vid skivinspelningen.
- 1956 – Olympiska vinterspelen 1956 invigs i Cortina d'Ampezzo av Italiens president Giovanni Gronchi. Spelen avslutas 5 februari.
- 1970 – Simon and Garfunkels bästsäljande album Bridge over Troubled Water ges ut.
- 1979 – Det svenska Statens strålskyddsinstitut slår larm om att den cancerframkallande gasen radon kan finnas i tusentals hus. Snart inleds radonsanering i Sverige, vilken dock ännu (2025) är långtifrån avslutad.
- 1988 – Andrew Lloyd Webbers musikalversion av The Phantom of the Opera har urpremiär på Broadways Majestic Theatre i New York.
- 1993 – Václav Havel, som har varit Tjeckoslovakiens president från 1989 till landets upplösning vid årsskiftet 1992/1993, väljs till president i den nya staten Tjeckien.
- 1998 – Den amerikanske presidenten Bill Clinton gör ett uttalande i amerikansk tv, där han förnekar att han har haft sexuella relationer med den tidigare Vita huset-praktikanten Monica Lewinsky.
- 2003 – Gudrun Schyman avgår som partiledare för det svenska Vänsterpartiet, sedan hon har blivit avslöjad med skattefiffel. Ulla Hoffmann blir tillförordnad partiledare till dess att Lars Ohly väljs till ny ordinarie den 20 februari året därpå.

## Födda
- 1468 – Guillaume Budé, fransk ämbetsman och humanist
- 1582 – Giovanni Lanfranco, italiensk målare
- 1763 – Karl XIV Johan, född Jean Bernadotte, fransk marskalk, kung av Sverige och Norge 1818–1844
- 1782 – Cornelius P. Van Ness, amerikansk diplomat, jurist och politiker, guvernör i Vermont 1823–1826
- 1815 – Arthur MacArthur, skotsk-amerikansk politiker och jurist, guvernör i Wisconsin 1856
- 1816 – Benjamin Flanders, amerikansk republikansk politiker
- 1826 – Leocadie Gerlach, svensk-dansk operasångare
- 1852 – Frederick Corder, brittisk kompositör
- 1854 – Frank D. Jackson, amerikansk republikansk politiker, guvernör i Iowa 1894–1896
- 1861
  - Louis Anquetin, fransk målare
  - Frank Orren Lowden, amerikansk republikansk politiker, guvernör i Illinois 1917–1921
- 1865 – Axel Wallengren, svensk journalist, poet och författare med pseudonymen Falstaff, fakir
- 1880 – Douglas MacArthur, amerikansk general, USA:s överbefälhavare under Koreakriget
- 1887 – Charles Magnusson, svensk filmproducent, fotograf, filmbolagsdirektör, regissör och manusförfattare
- 1891 – Charles Journet, schweizisk katolsk teolog och kardinal
- 1895 – Elna Gistedt, svensk skådespelare
- 1904 – Sean MacBride, irländsk politiker, mottagare av Nobels fredspris 1974
- 1908 – Stéphane Grappelli, fransk jazzviolinist
- 1911 – Polykarp Kusch, tysk-amerikansk fysiker, mottagare av Nobelpriset i fysik 1955
- 1912 – Gösta Kjellertz, svensk sångare
- 1913 – Jimmy Van Heusen, amerikansk schlagerkompositör
- 1917 – William Verity, amerikansk politiker och affärsman, USA:s handelsminister 1987–1989
- 1918 – Nicolae Ceaușescu, rumänsk politiker, Rumäniens diktator 1965–1989
- 1924 – Alice Babs, svensk sångare och skådespelare
- 1925 – Paul Newman, amerikansk skådespelare
- 1927 – Holger Hansson, svensk fotbollsspelare, OS-brons 1952
- 1928 – Roger Vadim, fransk regissör
- 1930 – Jan-Olof Rydqvist, svensk skådespelare och manusförfattare
- 1930 – Assar Lindbeck, svensk nationalekonom
- 1932 – Coxsone Dodd, jamaicansk reggaeproducent
- 1933 – Bengt ”Fölet” Berndtsson, svensk fotbollsspelare
- 1943 – Taisto Martiskainen, finländsk skulptör
- 1947 – Mark Dayton, amerikansk demokratisk politiker, senator för Minnesota 2001–2007
- 1948 – Sven-Åke Lundbäck, svensk längdskidåkare
- 1949 – David Strathairn, amerikansk skådespelare
- 1950
  - Jörg Haider, österrikisk högerextremistisk politiker
  - Ivan Hlinka, tjeckisk ishockeyspelare och -tränare
- 1951 – Albio Sires, kubansk-amerikansk politiker
- 1953 – Anders Fogh Rasmussen, dansk politiker, Danmarks statsminister 2001–2009, NATO:s generalsekreterare 2009–2014
- 1955 – Eddie Van Halen, nederländsk-amerikansk hårdrocksmusiker, gitarrist i gruppen Van Halen
- 1957 – Matti Semi, finländsk politiker
- 1958
  - Xavier Becerra, amerikansk demokratisk politiker
  - Ellen DeGeneres, amerikansk skådespelare och komiker
  - Mark Taylor, kanadensisk ishockeyspelare
- 1959
  - Adnan Dirjal, irakisk fotbollsspelare och -tränare
  - Jan Mybrand, svensk skådespelare
- 1961
  - Wayne Gretzky, kanadensisk ishockeyspelare
  - Jim Jordan, amerikansk politisk konsult
- 1963
  - José Mourinho, portugisisk fotbollsspelare och tränare
  - Andrew Ridgeley, brittisk musiker, sångare i gruppen Wham!
  - Johan Rinderheim, svensk sverigedemokratisk politiker
- 1965
  - Kevin McCarthy, amerikansk republikansk politiker
  - Thomas Östros, svensk socialdemokratisk politiker, statsråd 1996–2006
- 1970 – Scott Murphy, amerikansk demokratisk politiker, kongressledamot 2009–2011
- 1971 – Dorian Gregory, amerikansk skådespelare
- 1977
  - Niklas Almqvist, svensk musiker med artistnamnet Nicholaus Arson, gitarrist i gruppen The Hives
  - Vince Carter, amerikansk basketspelare
- 1986
  - Eva Maydell, bulgarisk politiker
  - Matt Heafy, amerikansk musiker, sångare och gitarrist i gruppen Trivium
- 1987 – Gojko Kačar, serbisk fotbollsspelare
- 1990
  - Peter Sagan, slovakisk cyklist
  - Sergio Pérez, mexikansk racerförare
- 2000 – Nuno Tavares, portugisisk fotbollsspelare

## Avlidna
- 1823 – Edward Jenner, 73, brittisk läkare, uppfinnare av vaccination mot smittkoppor
- 1831 – Anton Delvig, 32, rysk baron och lyriker
- 1866 – André B. Roman, 70, amerikansk politiker, guvernör i Louisiana 1831–1835 och 1839–1843
- 1870 – Cesare Pugni, 67, italiensk tonsättare
- 1885 – Charles George Gordon, 52, brittisk general, filantrop och nationalhjälte
- 1895 – Arthur Cayley, 73, brittisk matematiker
- 1903 – Carl Fredrik Bergstedt, 85, svensk bruksägare, publicist och riksdagsman
- 1914 – Lyman R. Casey, 76, amerikansk republikansk politiker, senator för North Dakota 1889–1893
- 1920 – Aleksandr Rediger, 66, rysk militär och skriftställare
- 1931 – Carl Bildt, 80, svensk diplomat, ledamot av Svenska Akademien sedan 1901
- 1939 – Newell Sanders, 88, amerikansk affärsman och republikansk politiker, senator för Tennessee 1912–1913
- 1947
  - Omkomna i flygolyckan på Kastrup:
    - Gustaf Adolf, 40, svensk arvprins
    - Jens Dennow, 36, dansk manusförfattare och filmproducent
    - Grace Moore, 48, amerikansk sångare och skådespelare
    - Gerda Neumann, 31, dansk skådespelare
- 1949 – Irvine Lenroot, 79, amerikansk republikansk politiker och jurist, senator för Wisconsin 1918–1927
- 1954 – Carl Eldh, 80, svensk skulptör
- 1958 – Eric Laurent, 63, svensk skådespelare och sångare
- 1962 – Salvatore Lucania, 64, italiensk-amerikansk maffiaboss, mest känd som ”Lucky Luciano”
- 1971 – Sten Åkesson, 70, svensk lantbrukare och folkpartistisk politiker
- 1973 – Edward G. Robinson, 79, amerikansk skådespelare
- 1974 – Thomas Whitfield Davidson, 97, amerikansk demokratisk politiker
- 1977 – Jan-Olof Rydqvist, 47, svensk skådespelare och manusförfattare
- 1979 – Nelson Rockefeller, 70, amerikansk politiker, USA:s vicepresident 1974–1977
- 1983 – Abu Zikry, 59, egyptisk militär
- 1991 – Hans Strååt, 73, svensk skådespelare
- 1992 – José Ferrer, 80, puertoricansk-amerikansk skådespelare, regissör och manusförfattare
- 2000
  - A.E. van Vogt, 87, kanadensisk science fiction-författare
  - Donald Budge, 84, amerikansk tennisspelare
- 2003
  - Valerij Brumel, 60, rysk höjdhoppare, OS-guld 1964
  - Gustaf von Platen, 85, svensk journalist och författare
- 2004 – Svenolov Ehrén, 76, svensk konstnär och grafiker
- 2007 – Hans J. Wegner, 92, dansk arkitekt och möbelformgivare
- 2008
  - Christian Brando, 49, amerikansk brottsling, son till Marlon Brando
  - George Habash, 81, palestinsk politiker, ledare för Folkfronten för Palestinas befrielse
- 2011
  - Gladys Horton, 65, amerikansk rhythm and blues-sångare i gruppen The Marvelettes
  - David Kato, 46, ugandisk homosexuell människorättsaktivist (mördad)
  - Tore Sjöstrand, 89, svensk friidrottare och olympisk mästare
- 2012
  - Ian Abercrombie, 77, brittisk skådespelare
  - Roberto Mières, 87, argentinsk racerförare
- 2014 – José Emilio Pacheco, 74, mexikansk författare och poet
- 2015 – Lucjan Lis, 64, polsk tävlingscyklist
- 2016
  - Colin Vearncombe, 53, brittisk sångare och låtskrivare
  - Abe Vigoda, 94, amerikansk skådespelare
- 2017 – Tam Dalyell, 84, brittisk Labourpolitiker, parlamentsledamot
- 2019 – Michel Legrand, 86, fransk kompositör, dirigent och pianist
- 2020 – Kobe Bryant, 41, amerikansk basketspelare
- 2021 – Lars Norén, 76, svensk dramatiker och poet
- 2025 – Hans Klinga, 75, svensk regissör och skådespelare